# Экк, Эдуард Владимирович
Эдуард Владимирович Экк (11 апреля 1851, Санкт-Петербург — 5 апреля 1937, Белград) — русский генерал от инфантерии.

## Биография
Родился в семье тайного советника, получил домашнее образование, в службу вступил в 1868 году в лейб-гвардии Семёновский полк, был произведён в прапорщики в 1869 году. Окончил Николаевскую академию Генерального штаба в 1878 году. Во время русско-турецкой войны 1877-78 годов был помощником штаб-офицера над колонновожатыми действующей армии.
С 1879 по 1884 год был штаб-офицером для поручений при штабе Харьковского военного округа, а с 1884 года по 1887 год — при штабе Московского военного округа.
С 1887 по 1895 год был начальником штаба 13-й кавалерийской дивизии. С 1895 по 1897 годы был командиром 26-го пехотного Могилевского полка.
В 1897 году был произведён в генерал-майоры и назначен начальником штаба 7-го армейского корпуса.
В 1900 году был назначен помощником начальника штаба Одесского военного округа, в 1902 году стал дежурным генералом штаба Одесского военного округа.
Во время русско-японской войны командовал 71-й пехотной дивизией, в декабре 1904 года был произведён в генерал-лейтенанты.
С 1906 годы был начальником 8-й пехотной дивизии, с 1907 по 1912 год командовал Гренадерским корпусом. В 1910 году был произведён в генералы от инфантерии.
С 1912 года командовал 7-го армейским корпусом, во главе которого встретил Первую мировую войну. Зарекомендовал себя как активный комкор, сочетающий фронтальный удар с фланговым обходом, и требующий от подчиненных энергичности и активного маневрирования. Корпус Э. В. Экка в ходе боев Галицийской битвы у Янчина (на р. Гнилая Липа) 16. — 17. 08. 1914 г., потеряв 200 человек убитыми (6 офицеров и 144 нижних чина) и 1024 человека ранеными и пропавшими без вести (ранены генерал, 22 офицера, 941 нижний чин, пропали без вести 60 нижних чинов), нанес поражение австрийским 35-й пехотной дивизии 12-го армейского корпуса и 11-й пехотной дивизии армейской группы Кевесса, захватив несколько тысяч пленных, 35 орудий, 4 пулемета и знамя. Был награждён орденом Святого Георгия 4-й степени за то, что в бою под Львовом с 25 по 30 августа 1914 года выдержал сильный натиск подавляющих сил противника и в первый день боя личным примером мужества остановил дрогнувшие части одной из пехотных дивизий. В сентябрьско-октябрьских боях 1915 года на Горыни и Икве, изгнав противника из пределов Волынской губернии (за что Э. В. Экк был награждён орденом Святого Георгия 3-й степени), соединение под командованием Э. В. Экка захватило 285 офицеров, 14 590 нижних чинов (причем только здоровых, помимо раненных), 2 тяжелых орудия, 6 бомбометов, 2 миномета, 48 пулеметов, и много оружия и снаряжения.
Э. В. Экк участвовал в Брусиловском прорыве, а в октябре 1916 г. принял командование над 23-м армейским корпусом.
Весной 1917 г. он был «вычищен» из армии Временным правительством и зачислен в резерв при штабе Киевского военного округа.
В Добровольческой армии с 1918 года, председатель военно-полевого суда при штабе главнокомандующего Вооруженными силами Юга России.
Входил в состав Высшей комиссии правительственного надзора, которая была создана 12 (25) сентября 1920 года в Севастополе приказом № 3626 генерал-лейтенанта барона П. Н. Врангеля из надежных сановников (председатель — генерал Э. В. Экк, сенаторы А. Н. Неверов, С. Н. Трегубов, Н. И. Ненарокомов, генерал-лейтенант А. С. Макаренко, генералы П. И. Залесский и В. В. Беляев) с целью рассмотрения жалоб и сообщений о всех «особо важных преступных деяниях по службе государственной или общественной и серьёзных непорядках в отдельных отраслях управления», а также прошений на имя главнокомандующего.
В эмиграции в Югославии. Начальник 4-го отдела РОВСа, председатель совета Объединённых офицерских обществ. Инициатор издания в Белграде Русского военного вестника. В 1927 году переименован в Царский вестник. Скончался в Белграде.

## Произведения
- Экк Э. В. От Русско-турецкой до Мировой войны. Воспоминания о службе, 1868—1918. — М.: Кучково поле; Аудит недропользования и консалтинг, 2014. — 573 с. — (Живая история).

## Награды
- Орден Святого Станислава 3-й ст. с мечами и бантом (1879);
- Орден Святого Владимира 4-й ст. с мечами и бантом (1880);
- Орден Святого Станислава 2-й ст. (1883);
- Орден Святой Анны 2-й ст. (1888);
- Орден Святого Владимира 3-й ст. (1892);
- Орден Святого Станислава 1-й ст. (1901);
- Орден Святой Анны 1-й ст. (1905);
- Орден Святого Владимира 2-й ст. с мечами (1905);
- Золотое оружие «За храбрость» (ВП 18.06.1906);
- Орден Святого Георгия 4-й ст. (ВП 27.09.1914);
- Орден Белого Орла с мечами (ВП 06.12.1914);
- Орден Святого Александра Невского (1915) с бриллиантовыми знаками (1916);
- Орден Святого Георгия 3-й ст. (ВП 03.06.1916);
- Высочайшее благоволение (ВП 08.09.1916).
- Орден Святого Александра 3-й ст. (Болгария).